# Falsella
Falsella es un género de foraminífero planctónico considerado como nomen nudum e invalidado, aunque considerado perteneciente a la familia Globorotaliidae, de la superfamilia Globorotalioidea, del suborden Globigerinina y del orden Globigerinida. Su especie tipo es Falsella spuritumida. Su rango cronoestratigráfico abarca desde el Mioceno hasta el Pleistoceno.

## Descripción
Falsella no fue originalmente descrito, tan sólo su especie tipo, y por tanto fue invalidado de acuerdo al Art. 13 del ICZN.  La especie tipo fue descrita con concha trocoespiralada biconvexa a planocompresa, lateralmente comprimida, cámaras cónicas lateralmente comprimidas, contorno ecuatorial subredondeado y lobulado, periferia aguda con carena poco desarrollada, abertura principal umbilical-extraumbilical, y pared calcítica hialina radial con superficie lisa a punteada, a veces ligeramente encostrada. Estas características son similares a las de Hirsutella o a las de Menardella, y por tanto Falsella podría ser un sinónimo posterior de alguno de estos géneros.

## Discusión
Clasificaciones posteriores incluirían Falsella en la superfamilia Globigerinoidea.

## Clasificación
Falsella incluía a la siguiente especie:
- Falsella spuritumida